# 賈爾斯 (北卡羅萊納州)
賈爾斯（英語：JAARS）是位於美國北卡羅萊納州尤寧縣的普查規定居民點。

## 人口
根據2020年美國人口普查的數據，賈爾斯的面積為2.24平方千米，當中陸地面積為2.23平方千米，而水域面積為0.01平方千米。當地共有人口471人，而人口密度為每平方千米210.27人。